# 永岡佑
永岡 佑（ながおか たすく、1982年1月7日 - ）は、 日本の俳優。MUKU所属。

## 来歴・人物
京都府与謝郡与謝野町出身。日本芸術学院卒業。
特技は歌、殺陣。趣味はサッカー、バスケットボール、野球。

## 出演

### テレビドラマ
- 日本でいちばん優しい会社（2001年、テレビ朝日）
- よど号ハイジャック事件 122時間の真実（2002年、日本テレビ）
- 撃つ薔薇（2002年、WOWOW）
- 量計 〜脅された法廷〜（2002年、NHK）
- 焼け跡のホームランボール（2002年、NHK）
- またも辞めたか亭主殿〜幕末の名奉行・小栗上野介〜（2003年、NHK） - 小栗又一 役
- ダムド・ファイル シーズンII File No.22（2004年、名古屋テレビ）
- シェエラザード（2004年、NHK）
- 連続テレビ小説（NHK）
  - 天花（2004年） - 沢村翔太郎 役
  - 風のハルカ（2005年）
  - 芋たこなんきん（2006年） - 戸田ワタル 役
  - ゲゲゲの女房（2010年） - 村井光男 役
- 慶次郎縁側日記（2004年、NHK） - 卯之吉 役
- 笑う三人姉妹（2005年、NHK）
- 地獄少女 「第4話 逢魔の砌」（2006年、日本テレビ）
- 探偵ブギ（2006年、東京MXテレビ）
- 恋愛メビウス episode2（2006年、Pod TV）
- 次郎長・背負い冨士（2006年、NHK）
- DRAMA COMPLEX 世界一の愛妻物語（2006年、日本テレビ）
- 鉄道警察官・清村公三郎4（2007年、テレビ東京） - 黒木 役
- 刺客請負人（2008年、テレビ東京）
- 金曜ロードショー「252 生存者ありエピソードゼロ」（2008年、日本テレビ）
- 嵐がくれたもの （2009年、東海テレビ）
- コード・ブルー -ドクターヘリ緊急救命-（フジテレビ） - 細井雄介 役
  - 新春SP（2009年）
  - season2（2010年）第10話・最終話
- 臨場（2009年、テレビ朝日）
- 命のバトン〜最高の人生の終わり方（2009年、テレビ東京） - 星野信司 役
- 傍聴マニア 裁判長!ここは懲役4年でどうすか（2009年、日本テレビ）第6話 - 狭山知樹 役
- 探偵Xからの挑戦状! Season3「殺人は難しい」（2011年4月21日、NHK） - 拓馬 役
- 妖怪人間ベム（2011年10月 - 12月、日本テレビ） - 辻尚樹 役
- 深夜食堂第12話（2011年、TBS） - 章介 役
- 金曜プレステージ女医・倉石祥子〜死の点滴〜（2012年、フジテレビ）
- ATARU（2012年、TBS）第4話 - 橋田透 役
- 大河ドラマ（NHK） 
  - 平清盛（2012年） - 源頼賢 役
  - 八重の桜（2013年） - 市原盛宏 役
  - 花燃ゆ（2015年） - 山県有朋 役
- ピロートーク〜ベッドの思惑〜（2012年、関西テレビ）第5話 - 大輔 役
- ドラマW「ヒトリシズカ」（2012年、WOWOW） - 西麻布署鑑識課員 役
- 銀河鉄道の夜（2013年、NHK BSプレミアム）
- ラスト・シンデレラ第6話（2013年、フジテレビ）
- 半沢直樹（2013年、TBS） - 大塚 役
- プレミアムドラマ 人生、成り行き 天才落語家・立川談志 ここにあり（2013年8月11日・8月18日、NHK BSプレミアム）
- ノーコン・キッド 〜ぼくらのゲーム史〜（2013年、テレビ東京）第2話 - 鬼塚孝弘 役
- 水曜ミステリー9マトリの女 厚生労働省 麻薬取締官（2014年、テレビ東京） - 下川刑事 役
- 連続ドラマW「夢を与える」（2015年5月、WOWOW） - 沖島 役
- 植物男子ベランダーシリーズ - 刑事 菊田 役
  - SEASON2（2015年6月11日、NHK BSプレミアム）
  - SEASON3（2016年6月9日、NHK BSプレミアム）
- 土曜ワイド劇場「犯罪心理学教授・兼坂守の捜査ファイル2」（2015年7月11日、テレビ朝日） - 篠田健児 役
- コウノドリ 第8話（2015年12月4日、TBS） - 川村忠志 役
- 重版出来!（2016年、TBS） - 菊地文則 役
- 雲霧仁左衛門 (2013年のテレビドラマ)（2017年） - 堤道庵
- 月曜名作劇場（TBS）
  - 税務調査官・窓際太郎の事件簿32（2017年） - 岩岡隆一 役
  - 新・浅見光彦シリーズ「漂泊の楽人 越後〜沼津・哀しき殺人者」（2017年10月30日） - 漆原宏 役
- ブラックリベンジ（2017年） - 有島純 役
- 執事 西園寺の名推理（2018年） - 藤井隼人 役
- Missデビル 人事の悪魔・椿眞子（2018年） - 里中純 役
- アイアングランマ（2018年） - 滝岡隆仁 役
- 中学聖日記（2018年、TBS） - 小西 役
- 昭和元禄落語心中（2018年、NHK総合） - 兄貴 役
- フェイクニュース あるいはどこか遠くの戦争の話（2018年、NHK総合） - 鮫島遊 役
- トレース〜科捜研の男〜 第3話（2019年1月21日、フジテレビ） - 松戸直樹 役
- スパイラル〜町工場の奇跡〜（2019年、テレビ東京） - 大瀬良真斗 役
- 緊急取調室 第3話（2019年4月25日、テレビ朝日） - 門倉俊也 役
- チャンネル5.5「ゼブラ」（2019年2月22日（21日深夜） - 3月14日、全4話、CBCテレビ） - 須藤由起夫 役
- おしい刑事（2019年、NHK BSプレミアム） - 佐藤店長 役
- MIU404 第9話（2020年8月21日、TBS） - 井ノ原潔 役
- 24 JAPAN（2021年、テレビ朝日） - 車井勉 役
- 警視庁ゼロ係〜生活安全課なんでも相談室〜 第5シリーズ（2021年、テレビ東京） - 橋本博司 役
- 広域警察（2021年6月24日、テレビ朝日） - 田所柾雄 役
- ペットドクター花咲万太郎の事件カルテ（2022年3月26日、BS-TBS） - 森本信明 役
- 空白を満たしなさい（2022年） - 園田直樹 役
- 闇金ウシジマくん外伝 闇金サイハラさん（2022年、TBS）
- 今野敏サスペンス 機捜235×強行犯係 樋口顕 第4話（2023年2月17日、テレビ東京） - 大山田健 役
- 特捜9 season6 最終話（2023年5月31日、テレビ朝日） - 小倉裕太 役
- 弁護士ソドム 第5話（2023年6月2日、テレビ東京） - 沼袋亮太 役
- うちの弁護士は手がかかる 第3話（2023年10月27日、フジテレビ） - 樋口徹 役 [2]
- スパイの人事部 第2話（2024年3月18日、CBC） - ブラック 役[3]
- 笑うマトリョーシカ 第4話（2024年7月19日、TBS） - 加地昭宏 役

### 映画
- ピカレスク 人間失格（2002年、伊藤秀裕監督）
- 草の乱 （2004年） - 村上泰治 役
- ホラ〜番長シリーズ月猫に蜜の弾丸 （2004年、港博之監督） - 雪 役
- レディ・ジョーカー（2004年、平山秀幸監督） - 秦野孝之 役
- ラブコレクションシリーズ 月とチェリー（2004年、タナダユキ監督） - 田所健一 役
- 不撓不屈 （2006年、森川時久監督）
- 路地裏の優しい猫（2007年、森岡利行監督）
- KIDS（2008年、荻島達也監督） - 地元の不良 役
- 子猫の涙（2008年、森岡利行監督）
- 愛のむきだし（2009年、園子温監督） - 先輩 役
- かずら（2010年、塚本連平監督） - 森山明 役
- カケラ（2010年、安藤モモ子監督） - 篠塚了太 役
- サイタマノラッパー2女子ラッパー☆傷だらけのライム（2010年、入江悠監督）
- 津軽百年食堂（2011年、大森一樹監督） - 門田政宗 役
- 極道めし（2011年、前田哲監督） - 主演・栗原健太 役
- ヒミズ　（2012年1月14日公開、ギャガ、園子温監督）
- 11・25自決の日 三島由紀夫と若者たち（2012年、若松孝二監督） - 小賀正義 役
- 地獄でなぜ悪い（2013年、園子温監督） - 吉村みつお 役
- 風に濡れた女（2016年、塩田明彦監督） - 柏木高介 役
- 誘惑は嵐の夜に（2016年、いまおかしんじ監督） - 主演・北村満 役
- セヴンティーン（2019年、宮田有紀子監督）　※短編
- 太陽とボレロ（2022年6月3日、水谷豊監督） - 中西浩二 役
- 蒲団（2024年5月11日、山嵜晋平監督） - 海谷 役[4]
- デコチン DECO-CHIN（2025年4月26日、島田角栄監督）[5]

### 舞台
- トリセツ
- ちがいますシスターズ（2007年）
- 八人目の侍（2007年）
- 羊と兵隊（2008年）

### 配信ドラマ
- 午前3時の無法地帯（BeeTV、2013年3月 - 4月） - 瀧 役
- THE DAYS（2023年6月1日、Netflix） - 館野
- CONNECT 覇者への道（2025年6月25日 - 、U-NEXT） - 東洋会組員 海老原勝男[6]

### 配信映画
- 結婚学入門（2025年9月3日配信予定、Amazon Prime Video） - 竹林圭太 役[7]

### CM
- J-PHONE東海「トークパック」篇（2001年）
- 日本マクドナルド「なっ得バリューおつかい」篇（2002年）
- KDDI「DION別れ」篇（2002年）
- 花王 － リーゼミントシャワー（2003年）
- 日研総業「リアルライフ」篇「モニター」篇（2003年）
- PSP（2003年）
- アサヒ飲料 アミノビタミンダイエット「ラララ」篇（2003年）
- エフティ資生堂 シーブリーズ（2003年）
- 日本デビットカード（2004年）
- 日本マクドナルド「シャカシャカチキン・ブラックペッパー」篇（2008年）
- コカコーラゼロ（2009年）
- ジョージア「エメマン エメラルドマウンテンブレンド」(2013年)

### オリジナルビデオ
- DEATH FILE
- DEATH FILE2
- CONNECT 覇者への道（2024年） - 東洋会組員 海老原勝男